# Ibos, Hautes-Pyrénées

Ibos este o comună în departamentul Hautes-Pyrénées din sudul Franței. În 2009 avea o populație de 2.774 de locuitori.

## Evoluția populației
| An        | 1975  | 1982  | 1990  | 1999  | 2006  | 2009  |
| --------- | ----- | ----- | ----- | ----- | ----- | ----- |
| Populație | 1.987 | 2.238 | 2.309 | 2.778 | 2.665 | 2.774 |